# محوطه گم‌گم
محوطهٔ باستانی گم‌گم یا شهر تاریخی گم‌گم در استان ایلام، شهرستان چرداول
،  قرار دارد. این محوطه در ۶٫۵ کیلومتری غرب بخش آسمان‌آباد و شمال غرب روستا سراب ایوان در دل کوه بانکول واقع شده‌است. شهر تاریخی گم‌گم مربوط به دورهٔ ساسانیان است.

## ثبت ملی
این اثر در تاریخ ۲۸ شهریور ۱۳۸۶ با شمارهٔ ثبت ۱۹۶۸۲ به‌عنوان یکی از آثار ملی ایران به ثبت رسیده‌است.

## تاریخ
شهر گم‌گم به گفتهٔ باستان‌شناسی بلژیکی پایتخت باستانی تمدن ایلام است که در حصاری از کوها قرار گرفته‌است. این شهر تا پیش از حملهٔ اعراب با نام مهران قذق شناخته می‌شد که با حملهٔ اعراب و مقاومت ساکنان این شهر، شهر ویران و مردمانش به نهاوند، خوزستان، کرمانشاه و غیره کوچانده شده تا از قدرت سیاسی آن‌ها کاسته شود.